# آنتي أماتوس آرني
آنتي أماتوس آرني (5 ديسمبر 1867 في بوري - 2 فبراير 1925 في هلسنكي) كان فولكلوريًا فنلنديًا.

## نُبذة
كان آنتي تلميذَ كارل كروهن، ابن الفولكلوري جوليوس كروهن. كما طور طريقتهم الجغرافية التاريخية في الفلكلور المقارن، وطور النسخة الأولية لما أصبح نظام تصنيف آرني-طومسون لتصنيف الحكايات الشعبية، نُشر لأول مرة في عام 1910 ووسعه ستيث تومسون لأول مرة في عام 1927 ومرة أخرى في عام 1961.
في أوائل عام 1925، توفي آرني في هلسنكي (فنلندا) حيث كان محاضرًا في الجامعة منذ عام 1911، حيث شغل منصب أستاذ استثنائي منذ عام 1922.